# Victor Ballot
 (novembre 2024).
Si vous disposez d'ouvrages ou d'articles de référence ou si vous connaissez des sites web de qualité traitant du thème abordé ici, merci de compléter l'article en donnant les références utiles à sa vérifiabilité et en les liant à la section « Notes et références ».
Pour les articles homonymes, voir Ballot.
Victor Ballot, de son nom complet Marie Paul Victor Ballot, né le 11 octobre 1853 à Fort-de-France et mort le 17 mars 1939 à Paris, est un administrateur colonial français. 

## Biographie
Victor Ballot, fils de Victor Alexis Louis François Ballot et de Marie Sophie Lazare, naît le 11 octobre 1853 à Fort-de-France en Martinique.
Engagé volontaire au 3e régiment d'infanterie de marine en 1872, il y obtient le grade de sergent-major et quitte l'armée en 1877 après cinq ans de services au cours desquels il sert à la Réunion et à Madagascar.
Il est commandant de cercle au Sénégal en 1880-1883, puis directeur des affaires politiques à Saint-Louis de 1883 à 1887. Il est aussi lieutenant-gouverneur des Rivières du Sud (correspondant à une partie de l'actuelle Guinée) en 1885-1886.
En septembre 1887, il est envoyé au Dahomey. Il est résident de France aux établissements du golfe du Bénin en 1889, puis lieutenant-gouverneur en 1891 ; il est le premier gouverneur du Dahomey de 1894 à 1900. Il est remplacé à Cotonou par Victor Liotard. Il devient ensuite gouverneur de la Guadeloupe. Il est admis à la retraite en 1909.
Victor Ballot meurt le 17 mars 1939 à Paris à l'âge de 85 ans.

## Postérité
Un établissement scolaire à Porto-Novo porte son nom de 1916 à 1961, avant d'être rebaptisé du nom du roi dahoméen Béhanzin.

## Distinctions et décorations
- Chevalier de la Légion d'honneur (1886)[3],[4] ;
- Officier de la Légion d'honneur (1891)[3] ;
- Commandeur de la Légion d'honneur (1893)[3],[5] ;
- Grand officier de la Légion d'honneur (1932)[3].